# Anschlag auf die Polizeipräfektur von Paris
Der Anschlag auf die Polizeipräfektur von Paris war ein islamistisches Attentat in Frankreich, bei dem der Polizeibedienstete Mickaël Harpon am 3. Oktober 2019 in seiner Arbeitsstelle auf der Pariser Seineinsel Île de la Cité vier Kollegen mittels Messerstichen ermordete und ein fünftes Opfer schwer verletzte. Der Fall hatte auch Auswirkungen auf die Politik, da dem französischen Innenminister Christophe Castaner nach einer Falschinformation der Öffentlichkeit Vertuschung des islamistischen Motivs vorgeworfen wurde.

## Täter
Als Täter des Anschlags wurde der 45-jährige Familienvater Mickaël Harpon identifiziert. Harpon wurde 1974 in Fort-de-France auf der Karibikinsel Martinique, einem französischen Übersee-Département, geboren. Seit dem Jahr 2003 arbeitete er als Informatiker in der Polizeipräfektur von Paris, die auf der Pariser Binneninsel Île de la Cité liegt. Konkret war er als Geheimnisträger eingestuft und dem polizeilichen Geheimdienst DRPP zugeteilt, der unter anderem für die Überwachung und Bekämpfung des islamischen Terrorismus zuständig ist. Mickaël Harpon war verheiratet und litt unter Schwerhörigkeit. Den Ermittlungen zufolge konvertierte Harpon etwa zehn Jahre vor der Tat zum Islam. Er wohnte im Banlieue Gonesse und besuchte dort die Moschee eines extremistischen Imams. Auf seinem Handy wurden nach der Tat Kontaktpersonen aus der salafistischen Szene sowie eine entsprechende Chatgruppe im Messengerdienst Telegram entdeckt. Zudem wurden bei der Durchsuchung seiner Wohnung USB-Sticks mit Propaganda der Terror-Miliz „Islamischer Staat“ aufgefunden. Im Jahr 2015 war Harpon bereits intern aufgefallen, weil er den islamistischen Anschlag auf das Satiremagazin Charlie Hebdo rechtfertigte. Der Vorfall wurde einem Vorgesetzten gemeldet, der jedoch von einer Weiterleitung absah, da er Harpon nicht als Gefahr einstufte und seine Arbeit schätzte.

## Ablauf der Tat
Am Tattag tauschte Mickaël Harpon zwischen 11.12 Uhr und 11.50 Uhr unmittelbar vor Begehung des Anschlags eine Vielzahl kryptischer Nachrichten religiösen Inhalts mit seiner marokkanischstämmigen Frau Ilham E. aus. Nachdem Harpon ihr die islamische Glaubensbezeugung „Allahu akbar“ geschrieben hatte, antwortete diese ihm zum Schluss ihrer Unterhaltung: „Folge unserem geliebten Propheten Mohammed und beachte den Koran!“. Während seiner Mittagspause erwarb Harpon um 12.34 Uhr ein 33 Zentimeter langes Küchenmesser sowie ein Austernmesser mit kürzerer Klinge. Hiermit kehrte er an seinen Arbeitsplatz zurück. Um 12.53 Uhr schnitt er dem Kollegen, mit dem er sich das Büro teilte, die Kehle durch. Anschließend tötete er weitere Polizeibedienstete durch kraftvolle Stiche in den Brustkorb und verletzte einen weiteren Behördenmitarbeiter schwer. Um genau 13.00 Uhr wurde Harpon von einem angehenden Polizisten im Hof der Präfektur erschossen, nachdem Harpon die mehrfache Anweisung das Messer wegzuwerfen ignoriert hatte. Der zuständige Staatsanwalt Jean-François Ricard berichtete später, dass Harpon bei der Tatausführung „ohne jede Nervosität“ vorgegangen sei sowie offenbar den Vorsatz gehabt habe bei der Ausführung zu sterben. Ricard bescheinigte dem Täter zudem ein „äußerst gewalttätiges Vorgehen“.

## Folgen und Vorwurf der Vertuschung
Frankreichs Innenminister Christophe Castaner hatte nach der Tat bei einer Pressekonferenz von einem „Arbeitsplatz-Drama“ gesprochen und Spannungen zwischen dem späteren Täter Harpon und seinem Vorgesetzten als Motiv nahegelegt. Diesen hätten darin ihre Ursache gehabt, dass Harpon aufgrund seiner Hörbehinderung keine Aufstiegschancen gesehen habe. Zudem habe Harpon „nie ein auffälliges Verhalten oder das geringste Alarmsymptom“ gezeigt. Nachdem sich das behauptete Fehlen von Alarmsymptomen als falsch herausgestellt hatte, gab Castaner an, ihm hätten nur die Informationen aus Harpons Angestelltenakte vorgelegen. Diese habe jedoch keine entsprechenden Hinweise enthalten. Viel mehr seien darin sogar „gute Beurteilungen“ vermerkt gewesen. Erst durch entsprechende Presseberichte über eine Radikalisierung Harpons sei er auf jene aufmerksam geworden und habe sich an die Präfektur gewandt, die ihm dann von Harpons Billigung des Charlie-Hebdo-Anschlags in Kenntnis gesetzt habe.
Von der Opposition wurde nach Castaners Falschaussagen dessen Rücktritt gefordert sowie der Vorwurf der Vertuschung erhoben. Polizeikollegen des Täters berichteten in der französischen Boulevard-Zeitung „Le Parisien“, dass Druck auf sie ausgeübt worden sei, damit sie den Ermittlern Warnhinweise wie Harpons Billigung von Terrorismus nicht mitteilen. Sie taten dies jedoch trotzdem, bestanden dabei allerdings darauf, dass die entsprechenden Aussagen nicht ins Verhörprotokoll aufgenommen werden.
Für Aufsehen sorgte auch, dass Harpon in der Aufklärungsabteilung der Polizei eingesetzt war, der „Direktion für Nachrichtenwesen“. Diese ist unter anderem für verdeckte Ermittlungen zuständig und im Besitz der Privatadressen aller Polizeibeamter. Der Leiter des „Forschungszentrums für Nachrichtendienst“, Alain Rodier, stellte die Frage in den Raum, ob der Täter womöglich als Maulwurf für Dschihadisten gearbeitet haben könnte. „Die Akten der Polizeipräfektur sind für den IS extrem wertvolle Ziele“, erklärte er in einem Interview mit dem Journal du Dimanche unter Verweis auf die islamistisch motivierte Ermordung eines Polizistenpaares an dessen Privatanschrift in Magnanville. In Harpons Wohnung wurden nach der Tat „USB-Speichersticks mit Daten Dutzender Arbeitskollegen“ gefunden.